# Makarahalli, Malur
Makarahalli là một làng thuộc tehsil Malur, huyện Kolar, bang Karnataka, Ấn Độ.